# Torm (entreprise)
 (juin 2023).
Si vous disposez d'ouvrages ou d'articles de référence ou si vous connaissez des sites web de qualité traitant du thème abordé ici, merci de compléter l'article en donnant les références utiles à sa vérifiabilité et en les liant à la section « Notes et références ».

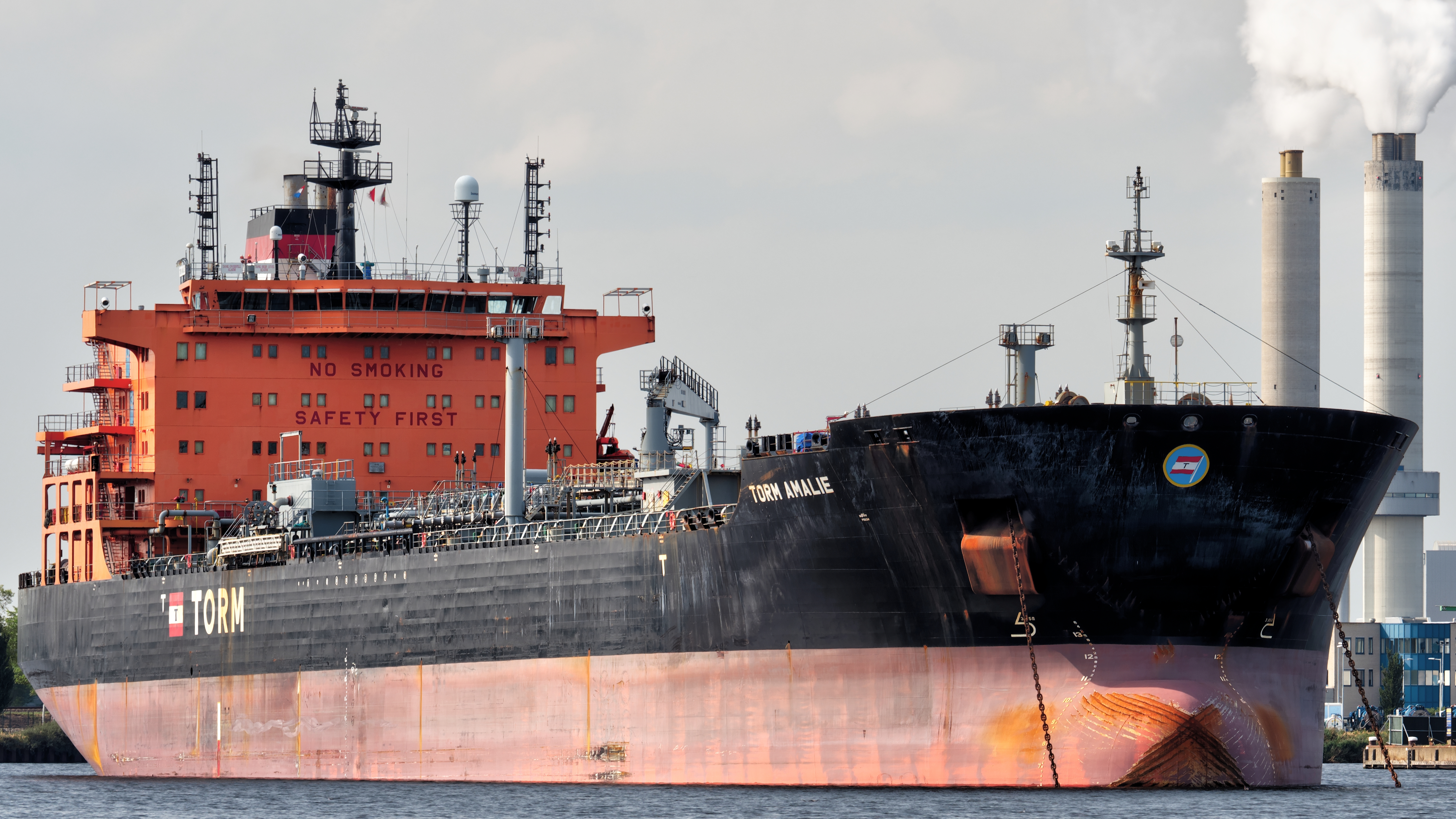
Torm Amalie à Hornhaven.

Torm Plc est une entreprise danoise de transport d'hydrocarbures.
C'est un des plus grands transporteurs de produits pétroliers raffinés au monde. L'entreprise a mis fin à ses dernières activités de transport de marchandises sèches en 2015 et opère désormais exclusivement sur le marché des transporteurs de produits pétroliers. La société exploite une flotte totale de 96 navires qui respectent des normes élevées en matière de sécurité, de responsabilité environnementale et de service à la clientèle.
La société a été fondée en 1889 par Ditlev Torm (en) et Christian Schmiegelow (en). Elle exerce ses activités dans le monde entier et possède des bureaux à Hellerup, au nord de Copenhague, à Mumbai, à Houston, à Manille et à Singapour. La société est cotée à Copenhague (elle est incluse dans l'indice OMX Copenhagen) et au NASDAQ de New York.

## Lien externce
(en) Site officiel